# Жерненский, Моше Эльяху
Моше-Эльяху Жерненский  (11 мая 1883, Каменец-Литовск — 21 сентября 1949, Иерусалим) — еврейский писатель, переводчик.

## Биография
Родился в Каменце-Литовском в семье Давида Жерненского и Иехудит Рабинович. Получил традиционное еврейское образование. Учился в иешивах Новогрудка и Слободки (пригорода (Ковно). Преподавал иврит в еврейском местечке на Подолье, затем перебрался в Одессу, где занимался пропагандой этого языка, объясняясь со всеми окружающими (в том числе неевреями) только на нём. Несколько лидеров сионистского движения в Одессе, в том числе Усышкин и Левинский, обеспечивали его работой в качестве частного учителя собственных детей. В Одессе Жерненский также начал сотрудничать с еврейскими изданиями как журналист и корректор.
В 1913 году Жерненский начал учёбу на философском факультете Сорбонны, однако в 1914 году в Берлине, где он проводил лето, его застало начало мировой войны, и он был отправлен в лагерь военнопленных как русский подданный. После войны Жерненский некоторое время проживал в Германии, где занимался журналистикой и переводами, в частности перевёл «Братьев Карамазовых». Работы Жерненского выходили под псевдонимом «М. Э. Жак». В 1920 году женился. Основал издательство, специализировавшееся на выпуске старинной талмудической литературы. В период с 1929 по 1932 работал в Энциклопедии «Эшколь» (на иврите).
С приходом нацистов к власти в Германии покинул страну вместе с семьёй. С 1934 года жил в Эрец-Исраэль, где после года работы школьным учителем иврита некоторое время занимал должность корректора в газете «Ха-Бокер», а затем зарабатывал на жизнь журнальными статьями и переводами (в том числе рассказов О. Бальзака в 1943 году).